# Langezwaag
Langezwaag (Fries: Langsweagen) is een dorp in de gemeente Opsterland, in de Nederlandse provincie Friesland.
Het dorp ligt ten zuidwesten van Gorredijk, aan de doorgaande weg naar Heerenveen. Het dorp ligt ongeveer halfweg tussen de twee plaatsen. De doorgaande weg is door middel van de aanleg van een rondweg (De Boenders) om het dorp heen geleid.
In 2023 had het dorp 1.055 inwoners. Onder het dorp vallen ook de buurtschappen Nieuwe Vaart en Wijngaarden (deels). Het dorp Jonkersland was tot 1988 ook een buurtschap van Langezwaag.
Langezwaag is gelegen in een veenontginningsgebied, op de grens tussen zand- en veengronden. Het is van oudsher een wegdorp. Ten westen en zuiden van Langezwaag is sprake van een open landschap en ten oosten en noorden heeft het landschap een gesloten karakter.
Lange Zwaag is ook een streekje tussen Nieuw-Scheemda en Wagenborgen in het Oldambt.

## Geschiedenis
De plaats wordt voor het eerst vermeld in 1315 als Utrasuagh. De benaming Ultra duidt op het feit dat het buitenwaarts gelegen was, en dat lag lager dan Kortezwaag, dat dan als Urasuagh werd geduid. 'saugh' (zwaag) duidt op weiland(en) waar vee werd gehouden. Langezwaag werd in 1496 vermeld als Lange Swaech en in 1505 als Langeszwaeghe.
In 1315 heeft er al een kapel gestaan in Langezwaag. De Mattheüskerk dateert uit 1781. Er stond daarvoor een klokkenstoel met twee klokken.
De Tramlijn Heerenveen - Drachten was een tramlijn door Langezwaag waar tot 1947 een tram reed van de Nederlandsche Tramweg Maatschappij. De goederenwagen E75 was daarna tot 1985 in gebruik als een schuurtje in Langezwaag. In 1994 werd deze nadien gerestaureerde wagen uit 1913 overgedaan aan de Museumstoomtram Hoorn-Medemblik.

## Sport
In Langezwaag is een omnisportvereniging gevestigd. Op sportcomplex 't Paradyske kunnen voetbal (zie VV Langezwaag), volleybal, tennis en gymnastiek worden beoefend.

## Openbaar vervoer
Lijnen van vervoerder Qbuzz:
- Lijn 20: Heerenveen - De Knipe - Langezwaag - Gorredijk - Lippenhuizen - Beetsterzwaag - Olterterp - Drachten - Nijega - Garijp - Leeuwarden

## Geboren in Langezwaag
- Tjeerd Bottema (1884-1978), Nederlands schilder, tekenaar en boekbandontwerper
- Sietze Albert Veenstra (1897-1981), architect
- Hotze de Roos (1909-1991), jeugdboekenschrijver
- Hans de Haan (1925-2006), politicus
- Lucas Zandberg (1977), romanschrijver